# Provincia de Blida
Blida (en árabe: ولاية البليدة) es un valiato de Argelia. Su capital es la ciudad de Blida.

## Municipios con población de abril de 2008
- Aïn Romana 12,529
- Beni Mered 34,860
- Beni Tamou 36,228
- Benkhelil 29,404
- Blida 163,586
- Bouarfa 35,910
- Boufarik 71,446
- Bougara 51,203
- Bouinan 31,070
- Chebli 29,660
- Chiffa 34,268
- Chréa 783
- Djebabra 3,403
- El Affroun 42,465
- Guerouaou 17,297
- Hammam Melouane 6,076
- Larbaâ 83,819
- Meftah 64,978
- Mouzaia 52,555
- Oued Alleug 40,710
- Oued Djer 6,543
- Ouled Slama 29,291
- Ouled Yaïch 87,131
- Souhane 260
- Soumaa 37,461

## División administrativa
La provincia está dividida en 10 dairas (distritos), que a su vez se dividen en 25 comunas (ciudades). Algunas de las localidades de este valiato son: Beni Mered, Boufarik, Bougara, Chréa, El Affroun, Hammam Melouane, Larbaa, Mouzaia and Ouled Yaich.

## Personas
- Yahia Boushaki, Político argelino ;